# 托馬斯·比利亞爾瓦
托馬斯·比利亞爾瓦·伊·阿爾賓（西班牙語：Tomás Villalba y Albin，1805年－1886年）是一位烏拉圭政治家，他曾經在烏拉圭內戰末期時擔任短短5天的過渡性烏拉圭總統，其任期從1865年2月15日起到同月20日。

## 生平
比利亞爾瓦最初在1858年於政府中擔任總會計師，然後在1860年3月29日至1861年6月22日期間於總統貝納多·貝羅（西班牙語：Bernardo Berro）的第二次內閣中擔任財政部長，其後更於1863年4月24日至1865年2月15日間擔任烏拉圭參議院議長。
1863年，科羅拉多黨（西班牙語：Partido Colorado，也稱為紅黨）領袖維南西奧·弗洛雷斯（西班牙語：Venancio Flores）開始進行叛亂，以推翻當時領導著一個由該黨和國家黨（西班牙語：Partido Nacional，亦稱作白黨）共同組成的聯合政府之白黨總統貝納多·貝羅。經過一系列的戰鬥，紅黨聯同巴西軍隊控制了該國大部分地區，而白黨就只能控制著首都蒙得維的亞。:2351864年3月1日，貝羅總統辭職並由主張採取強硬路線的烏拉圭參議院議員阿塔納西奧·阿吉雷（西班牙語：Atanasio Aguirre）繼任。最終烏拉圭內戰在1864年8月10日正式開始，作戰雙方為當時正在執政的國家黨以及有巴西帝國公開地支持和時任阿根廷總統巴托洛梅·米特雷秘密地支援的科羅拉多黨。這場內戰為這兩個派系自1828年烏拉圭獨立起幾乎持續地鬥爭的一部分；亦與包含阿根廷、巴西、巴拉圭和烏拉圭在內，並在巴拉圭戰爭（又稱為三國同盟戰爭）時期達到高峰的廣泛地區衝突中有密切的關係。
1865年2月2日，巴西海軍開始封鎖蒙得維的亞，但期間曾暫時放寬封鎖，使外國人得以撤離至布宜諾斯艾利斯。:234–235隨後該放寬政策被延長至2月中旬，使烏拉圭參議院可以選舉一名新總統。:235結果阿吉雷的總統任期在2月15日結束，同時參議院亦選出屬於溫和派的比利亞爾瓦繼任總統一職。比利亞爾瓦就職後便立即請求來自英國、法國、意大利和西班牙的外國軍隊之分遣隊前往蒙得維的亞登陸，以防止白黨當中更激進的成員企圖推翻他。:236此外，比利亞爾瓦亦與弗洛雷斯達成協議，並與他在2月20日簽訂包含對紅黨及白黨進行赦免的和平協議。最後他也在同日辭去總統一職，並容許弗洛雷斯在新大選前擔任過渡性的總統。:236
卸任總統後，比利亞爾瓦在1865年3月18日出版了一份關於烏拉圭銀行業的報告。其後議會根據該報告的內容於1865年3月23日通過了一項有關烏拉圭銀行業的法令，該法令為烏拉圭歷史上第一次建立的一套銀行業監管法令系統。